# MobyGames
MobyGames – serwis internetowy gromadzący informacje o grach video. Strona zawiera rozbudowaną bazę danych współtworzoną przez zarejestrowanych użytkowników strony (po uprzedniej weryfikacji źródeł), w której znajdują się wpisy dla ponad 72 tysięcy gier na 138 różnych platform (komputery osobiste, konsole do gier, urządzenia mobilne) wraz z okładkami, zrzutami ekranu, listą autorów, recenzjami, wymaganiami technicznymi oraz linkami do oficjalnych stron, skatalogowane m.in. według gatunku, sposobu prezentacji czy czasu i miejsca akcji.

## Struktura bazy
Wszelkie dane wprowadzane są do bazy przez zarejestrowanych użytkowników, jednak zanim ukażą się online muszą zostać zweryfikowane i zaakceptowane przez administrację/wąskie grono użytkowników-ekspertów, na podstawie cytowanych źródeł. Jako źródło służą najczęściej: opakowanie gry, instrukcja obsługi, informacje prasowe tudzież ze strony producenta.
Wpis gry w bazie zawiera zawsze:
- encyklopedyczny opis, streszczający fabułę i określający rodzaj rozgrywki
- datę wydania, wydawcę, producenta
- gatunek, określenie sposobu prezentacji
- platformę sprzętową/systemową (na której ukazała się gra)

Najczęściej towarzyszą mu także:
- skany opakowania
- zrzuty ekranu z komentarzem
- wymagania systemowe
- tytuły alternatywne oraz tłumaczone na inne języki
- listę twórców (projektanci, programiści, graficy, muzycy, aktorzy, dźwiękowcy itd.)
- linki do strony oficjalnej oraz stron tworzonych przez fanów
- fragmenty recenzji prasowych oraz zagregowaną punktową ocenę: MobyRank
- klasyfikację nadaną przez system oceniania gier komputerowych (jak PEGI czy ERSB)
- cheaty, sztuczki, easter eggs, skrócony opis przejścia
- pozostałe informacje – nie indeksowane w bazie – mogą zostać wprowadzone jako ciekawostki (np. nagrody)

Do wpisów zaliczane są także kompilacje (zawierają spis zawartych gier) oraz wydania specjalne (z wyszczególnionymi dodatkami).
Dodatkową funkcją usprawniającą katalogowanie tytułów są grupy. Mogą one dotyczyć serii powiązanych fabularnie (np. Gwiezdne wojny) lub zbierać gry o wspólnych cechach (np. osadzone podczas wojny w Zatoce Perskiej czy międzywojnia).
Analogicznie do IMDb każda z osób współtworzących gry posiada swą osobną stronę, która może być rozbudowana o biogram, zdjęcie oraz linki do stron internetowych.

## Społeczność
Zarejestrowani użytkownicy mogą korzystać z wbudowanego forum internetowego, jak również zgłaszać wieści z branży oraz proponować ankiety.
Udostępniono im także funkcję tworzenia spisu posiadanych gier (a także ogłaszanie ich na sprzedaż/wymianę) oraz listy gier do kupienia.
MobyScore to punktowa ocena wystawiana grze przez zarejestrowanych użytkowników wedle różnych kryteriów (grywalność, grafika, muzyka/dźwięk, fabuła, gra aktorska, walory edukacyjne).
Ważną cechą jest też możliwość umieszczania własnych recenzji gier.

## Ograniczenia zakresu
Nie wszystkie gry video mogą znaleźć się w bazie. Pomijając kwestię dodania kolejnych platform sprzętowych przy następnej aktualizacji bazy, trudności nastręcza problem uwzględnienia automatów do gier (różnorodność sprzętu) oraz gier niezależnych od systemu operacyjnego (np. gry MUD). Obecna struktura danych uniemożliwia wpisy dotyczące gier, które się nie ukazały (produkcję wstrzymano) lub oczekujących na premierę (dane mogą się zmienić). Decyzją założycieli pomija się pirackie wydania oraz modyfikacje tworzone przez fanów.
Wyjaśnienia wymaga także kwestia, co zalicza się do gier video, jako że brak takiej definicji w MobyGames Standards and Practices.